# Enriqueta sí, Enriqueta no
Enriqueta sí, Enriqueta no es una obra de teatro de género comedia policiaca de enredo de Jorge Llopis, estrenada en 1954.

## Argumento
La obra se desarrolla íntegramente en la habitación de un hotel, en la que aparece el cadáver de Otilia. De repente, parece que todos los personajes de la obra pueden ser declarados culpables del crimen, ya que unos amaban y otros odiaban a la difunta. Incluso su propia hermana Enriqueta la describe como una mujer odiosa y malvada.

## Estreno
- Teatro Serrano, Valencia, 8 de septiembre de 1954.
  - Dirección: Salvador Soler Marí .
  - Lugar de la acción: Capital de provincias.
  - Intérpretes: Modesto Blanch, Milagros Leal, Miguel Gamez, Conchita Soto, Mari Luz Jardiel Poncela, Rafael Borque.

## Adaptaciones televisivas
- 3 de agosto 1973, en el espacio Estudio 1, de TVE, con dirección y realización de Pilar Miró. Intérpretes: Amparo Baró, Guillermo Marín, Enriqueta Carballeira, Emilio Laguna, Miguel Ángel, Mari Paz Ballesteros, Ramón Corroto, Nela Conjiu, Pedro del Río, Clara Suñer, Alberto Alonso, Magda Rotger y Alberto Fernández.